# Erythrovenator

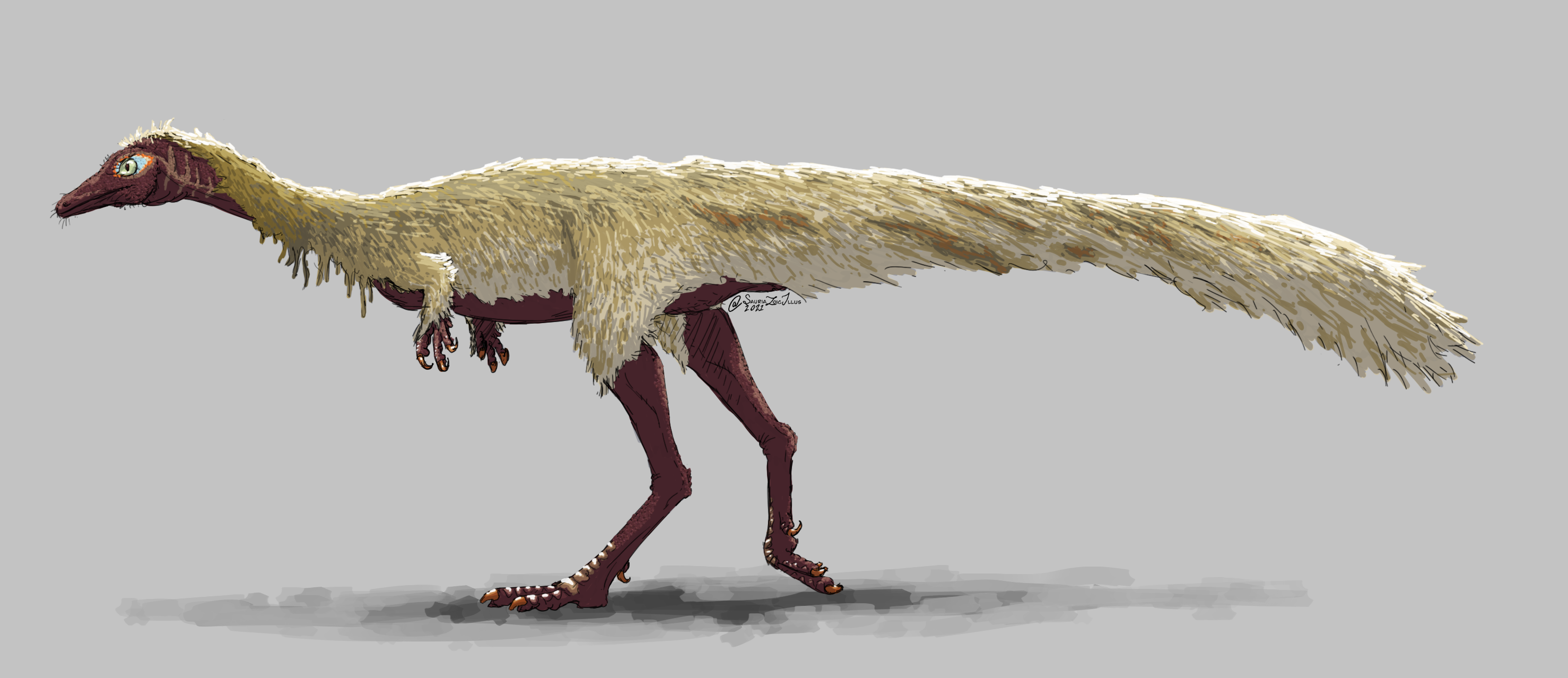
Erythrovenator jacuiensis

Erythrovenator jacuiensis is een vleesetende theropode dinosauriër die tijdens het Trias leefde in het gebied van het huidige Brazilië.

## Vondst en naamgeving
In de Niemeyervindplaats bij Agudo in Rio Grande do Sul werden tussen 2014 en 2016 opgravingen verricht. Daarbij werd een dijbeen van een lid van de Archosauria gevonden. In 2018 werd dat in de wetenschappelijke literatuur gemeld en beschreven. Het werd geclassificeerd als een onbepaald lid van de Dinosauromorpha. Verder onderzoek wees uit dat het meer bepaald om een dinosauriër zou gaan.

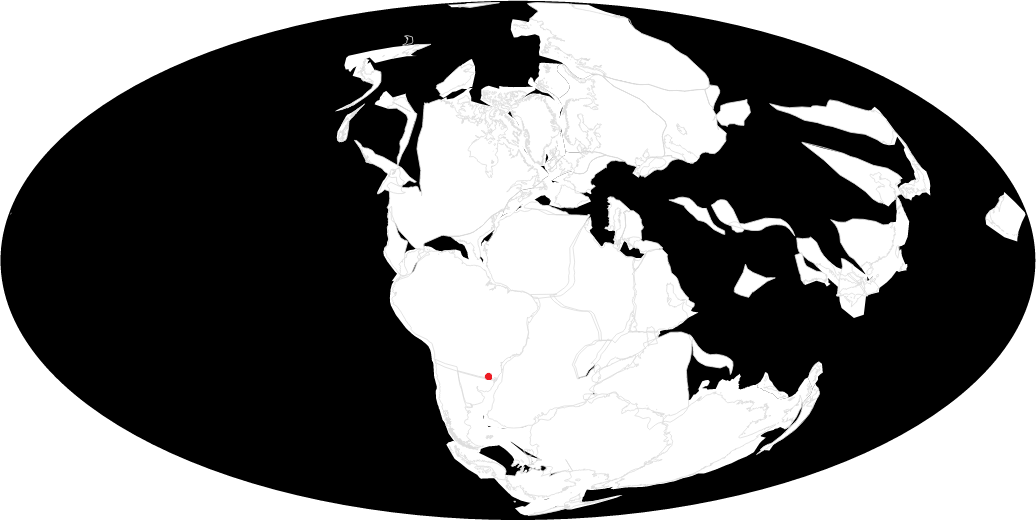
De vondstlocatie tijdens het Trias

In 2021 werd de typesoort Erythrovenator jacuiensis benoemd en beschreven door Rodrigo Temp Müller. De geslachtsnaam is een combinatie van het Oudgrieks erythros, "rood" en het Latijn venator, "rover". De soortaanduiding verwijst naar de herkomst bij de rivier de Jacuí.
Het holotype, CAPPA/UFSM 0157, is gevonden in een laag van de Candeláriaformatie die dateert uit het late Carnien of wellicht vroege Norien. Het bestaat uit het bovendeel van een linkerdijbeen.

## Beschrijving

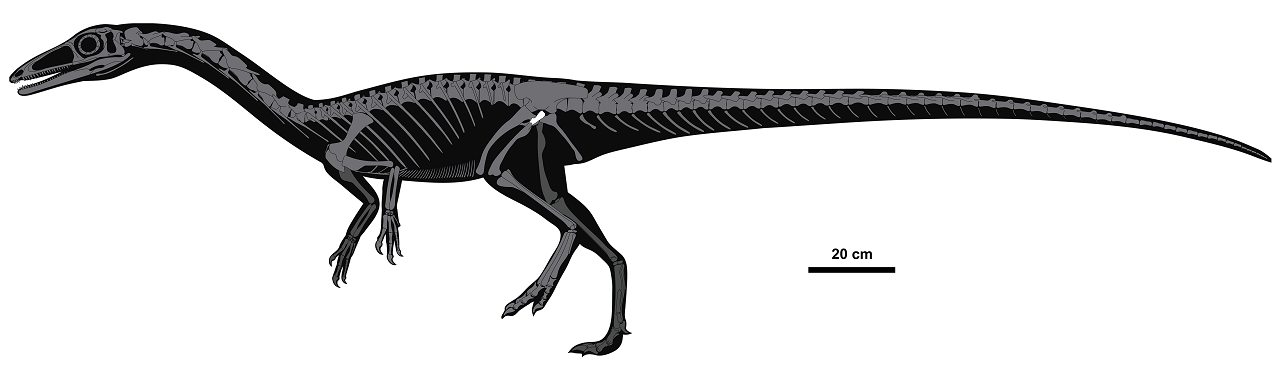
Het gevonden deel in het wit, geprojecteerd op het skelet van een basale theropode

De oorspronkelijke lengte van het dijbeen werd geschat op negentien centimeter. Dit wijst op een lichaamslengte van rond de twee meter.
Erythrovenator toont een verwarrende mengeling van basale en afgeleide kenmerken. Als het inderdaad om een dinosauriër gaat, is een onderscheidend kenmerk het ontbreken van een dorsolaterale trochanter, een beenstijl aan de bovenste buitenzijde. Dat kan dan gelden als een autapomorfie.
De kop van het dijbeen heeft een sterk holle onderrand, een afgeronde binnenrand en een duidelijke tuber anterolaterale wat alle typisch dinosaurische kenmerken zijn. Een typisch theropode, zelfs neotheropode, kenmerk is de piramidevorm van de trochanter anterior, gescheiden van de schacht door een kloof.  Aan de andere kant wordt dit gedeeld door de Silesauridae. De trochanter anterior heeft een plaatvormige verbreding aan de binnenzijde. Een afwijking van theropoden is dat de tuber anteromediale niet gevouwen is. Er is ook een overeenkomst met de sauropodomorf Buriolestes: de achterkant van de kop heeft een dunne verticale richel aan de binnenzijde en een verruwing aan de buitenzijde.

## Fylogenie
Erythrovenator werd in de Theropoda geplaatst, na een kladistische analyse, als meest basale soort. Die positie was te danken aan de vorm van de trochanter anterior. Erythrovenator zou dan een van de oudste bekende theropoden zijn, vergelijkbaar in ouderdom met Lepidus praecisio en Camposaurus arizonensis en een van de weinige triadische theropoden uit Brazilië.